# Flusso di Rayleigh
Il flusso di Rayleigh è un modello matematico di flusso unidimensionale in condizioni stazionarie con scambio di calore ({\displaystyle \delta q\neq 0}) con l'esterno, in condotti a sezione costante, dove le irreversibilità dovute all'attrito sono trascurate ({\displaystyle \delta l_{w}=0}). 
Il flusso deve il suo nome a John Strutt, III barone Rayleigh.
Analogamente al flusso di Fanno, il flusso di Rayleigh è non-isoentropico, in quanto reversibile ma non adiabatico a causa della presenza di calore scambiato con l'ambiente esterno. Infatti, scrivendo l'equazione del secondo principio della termodinamica:
{\displaystyle Tds=\delta q+\delta l_{w}}
e, tenendo conto delle condizioni sopra ipotizzate, si evince che la variazione di entropia non è nulla {\displaystyle {\biggl (}ds={\frac {\delta q}{T}}\neq 0{\biggr )}}.

## Curva di Rayleigh
Partendo dall'equazione di continuità:
{\displaystyle {\frac {\dot {M}}{A}}=\rho c}
(dove {\displaystyle {\dot {M}}}è la portata di massa espressa in kg/s, A è l'area della sezione del condotto, {\displaystyle \rho } e c sono rispettivamente la densità e la velocità del fluido all'interno del condotto)
e dal bilancio della quantità di moto in caso di flussi unidimensionali e stazionari:
{\displaystyle p+\rho c^{2}={\frac {I}{A}}=cost.}
(dove p è la pressione, I/A è definito come impulso specifico che è costante in condizioni stazionarie)
si ricava una relazione dove la pressione è espressa in funzione della densità:
{\displaystyle p+{\biggl (}{\frac {\dot {M}}{A}}{\biggr )}^{2}{\frac {1}{\rho }}={\frac {I}{A}}=cost.}
Tenuto conto che {\displaystyle v={\frac {1}{\rho }}}si può rappresentare tale relazione sul piano di Clapeyron p-v.Questo grafico non è disponibile a causa di un problema tecnico.
Si prega di non rimuoverlo.È possibile valutare anche l'entalpia {\displaystyle h=h(p,\rho )} e l'entropia {\displaystyle s=s(p,\rho )}e considerando la relazione {\displaystyle p(\rho )}precedentemente ricavata, si ottiene la curva di Rayleigh sul piano di Gibbs h-s. 

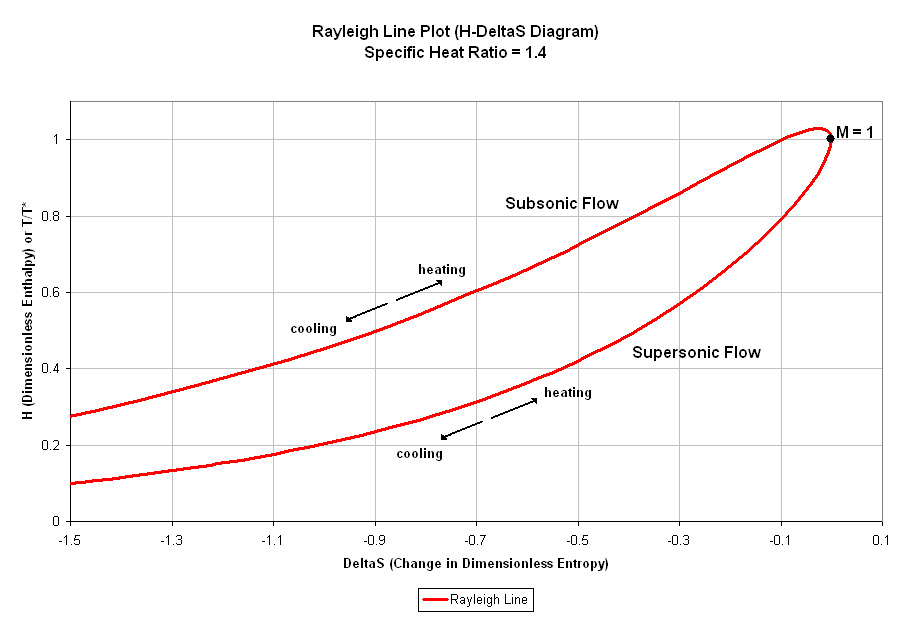
Figura 1. Rappresentazione della curva di Rayleigh sul diagramma h-s.

Differenziando la funzione impulso specifico, si ottiene:
{\displaystyle dp-{\biggl (}{\frac {\dot {M}}{A}}{\biggr )}^{2}{\frac {1}{\rho ^{2}}}d\rho =0\longrightarrow dp-{\biggl (}{\frac {\dot {M}}{\rho A}}{\biggr )}^{2}d\rho =0{\xrightarrow[{}]{eq.continuit{\grave {a}}}}dp-c^{2}d\rho =0\longrightarrow c={\sqrt {\frac {dp}{d\rho }}}}
Nel punto M l'entropia è massima, pertanto assumerà un valore costante e ds = 0 di conseguenza. Da ciò discende che la velocità nel punto M è
{\displaystyle c_{M}={\sqrt {{\biggl (}{\frac {dp}{d\rho }}{\biggr )}}}_{s=cost}={\sqrt {\gamma RT}}=a_{S,M}}ossia la velocità locale del suono e pertanto ci troveremo in condizioni critiche (o soniche) con {\displaystyle Ma_{M}=1}.
Nel ramo superiore il flusso è in regime subsonico, percorso verso entropie crescenti, se il sistema è in riscaldamento, mentre verso entropie decrescenti, se il sistema è in raffreddamento. 
Nel ramo inferiore, invece, il flusso è in regime supersonico, percorso analogamente al ramo superiore.
A differenza della curva di Fanno, la curva di Rayleigh può essere percorsa passando dal tratto subsonico al supersonico o viceversa in quanto l'entropia non è strettamente maggiore di zero, pertanto non si ha la necessità di muoversi esclusivamente verso le entropie crescenti come accade in Fanno. Nel flusso di Fanno infatti, le ipotesi di partenza sono {\displaystyle \delta q=0}e {\displaystyle \delta l_{w}\neq 0} ma, essendo {\displaystyle \delta l_{w}>0} per il secondo principio della termodinamica discende necessariamente che {\displaystyle \Delta s>0}.

### Approssimazione della curva di Rayleigh mediante trasformazioni politropiche

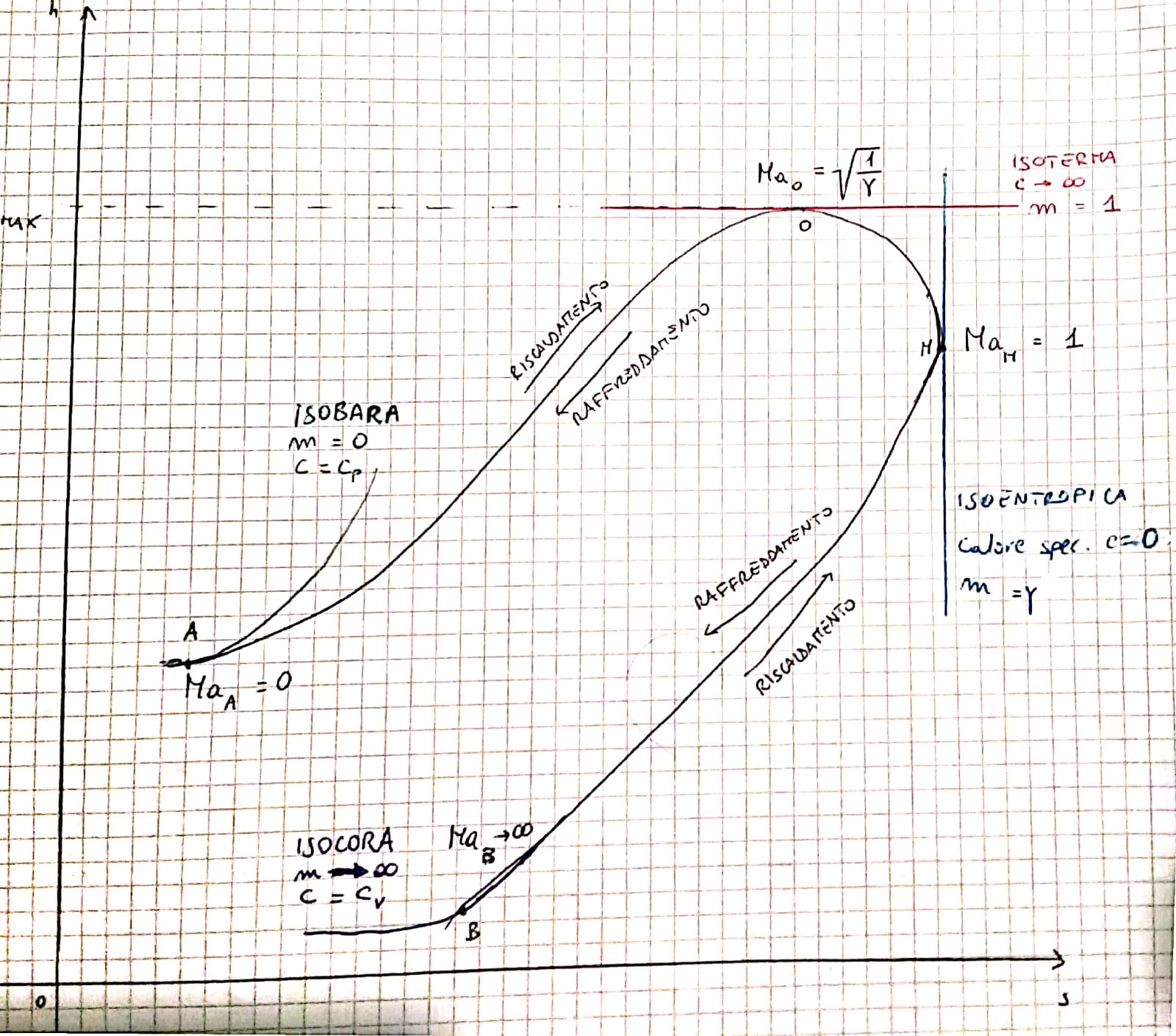
Figura 2. Curve politropiche approssimano la curva di Rayleigh nei punti critici A, B, O e M.

Fissato un piano di Gibbs h-s una curva di Rayleigh può essere approssimata da una generica politropica di equazione {\displaystyle pv^{m}=cost.}o equivalentemente {\displaystyle {p}=cost\cdot \rho ^{m}}
È possibile conoscere attraverso una semplice relazione il numero di Mach a seconda del punto della curva considerato. Il punto A ad esempio è approssimato da un'isobara, politropica con esponente m = 0. Il punto B è appartenente a un'isocora ossia una politropica avente m tendente a infinito. Infine i punti O e M sono comuni alla curva e, rispettivamente, a un'isoterma (esponente della politropica m = 1) e un'isoentropica (ossia adiabatica reversibile con esponente m = {\displaystyle \gamma }{\displaystyle \approx }1,4 per l'aria). 
L'equazione della politropica viene dunque differenziata ottenendo {\displaystyle {\frac {dp}{d\rho }}=m\cdot cost\cdot \rho ^{m-1}\rightarrow {\frac {dp}{d\rho }}=m\cdot cost\cdot {\frac {\rho ^{m}}{\rho }}\rightarrow {\frac {dp}{d\rho }}=m{\frac {p}{\rho }}}
Se il fluido considerato è un gas ideale, la relazione si può riscrivere come:
{\displaystyle {\frac {dp}{d\rho }}=mRT}
Pertanto, sulla curva di Rayleigh, {\displaystyle c={\sqrt {\frac {dp}{d\rho }}}={\sqrt {mRT}}}.
La relazione che permette di calcolare il numero di Mach è pertanto: {\displaystyle Ma={\frac {c}{a_{S}}}={\frac {\sqrt {mRT}}{\sqrt {\gamma RT}}}={\sqrt {\frac {m}{\gamma }}}}.
Notiamo che:
- Nel punto A, {\displaystyle Ma=0} in quanto m = 0;
- Nel punto B, {\displaystyle Ma\rightarrow \infty } in quanto m tende a infinito;
- Nel punto O, {\displaystyle Ma={\frac {1}{\sqrt {\gamma }}}} in quanto m = 1;
- Nel punto M, {\displaystyle Ma=1} perché m = {\displaystyle \gamma };

I risultati ottenuti trovano un'importante applicazione negli scambiatori di calore, per i quali consideriamo velocità del fluido molto basse ossia con numero di Mach tendente a zero. Infatti, la trattazione finora vista porta all'ipotesi forte di considerare uno scambiatore come isobaro, proprio perché nel tratto di curva approssimato dall'isobara vale Ma = 0.

## Proprietà termodinamiche nel flusso di Rayleigh
Nella tabella seguente sono illustrati gli andamenti qualitativi delle principali proprietà lungo la curva di Rayleigh, a seconda che si stia riscaldando o raffreddando il sistema. 
| Grandezza             | Riscaldamento subsonico                            | Riscaldamento supersonico | Raffreddamento subsonico                           | Raffreddamento supersonico  |
| --------------------- | -------------------------------------------------- | ------------------------- | -------------------------------------------------- | --------------------------- |
| {\textstyle p}        | {\textstyle \downarrow }                           | {\displaystyle \uparrow } | {\displaystyle \uparrow }                          | {\displaystyle \downarrow } |
| {\displaystyle \rho } | {\textstyle \downarrow }                           | {\displaystyle \uparrow } | {\displaystyle \uparrow }                          | {\displaystyle \downarrow } |
| {\displaystyle c}     | {\displaystyle \uparrow }                          | {\textstyle \downarrow }  | {\textstyle \downarrow }                           | {\displaystyle \uparrow }   |
| {\displaystyle Ma}    | {\displaystyle \uparrow }                          | {\textstyle \downarrow }  | {\textstyle \downarrow }                           | {\displaystyle \uparrow }   |
| {\displaystyle T}     | {\displaystyle \uparrow } {\textstyle \downarrow } | {\displaystyle \uparrow } | {\displaystyle \uparrow } {\textstyle \downarrow } | {\displaystyle \downarrow } |
| {\displaystyle s}     | {\displaystyle \uparrow }                          | {\displaystyle \uparrow } | {\textstyle \downarrow }                           | {\textstyle \downarrow }    |
| {\displaystyle T^{0}} | {\displaystyle \uparrow }                          | {\displaystyle \uparrow } | {\textstyle \downarrow }                           | {\textstyle \downarrow }    |

- Pressione: aumenta nel senso del riscaldamento (sia subsonico che supersonico) e diminuisce nel senso del raffreddamento. L'andamento è deducibile tracciando le isobare nel diagramma h-s;
- Densità: per stabilire l'andamento di tale grandezza va considerata la relazione rappresentabile sul diagramma di Clapeyron: {\displaystyle p+{\biggl (}{\frac {\dot {M}}{A}}{\biggr )}^{2}{\frac {1}{\rho }}={\frac {I}{A}}=cost}. Noto l'andamento della pressione, è possibile dedurre quello della densità;
- Velocità: Può essere espressa come {\displaystyle c={\frac {\dot {M}}{A}}{\frac {1}{\rho }}}ed è quindi inversamente proporzionale alla densità e alla pressione;
- Numero di Mach: è direttamente proporzionale alla velocità c per definizione;
- Temperatura: varia in maniera analoga all'entalpia {\displaystyle (dh=c_{p}dT)}, ma nel riscaldamento e nel raffreddamento subsonici non ha un trend univoco: è prima crescente e poi decrescente (paradossale);
- Entropia: per il secondo principio della termodinamica {\displaystyle {\Bigl (}ds={\frac {\delta q}{T}}{\Bigr )}}varia in maniera direttamente proporzionale con il calore, pertanto crescente nel riscaldamento e decrescente nel raffreddamento;
- Temperatura totale: detta anche temperatura di ristagno, dal primo principio {\displaystyle \delta q=dh+d{\Bigl (}{\frac {c^{2}}{2}}{\Bigr )}=dh^{0}=c_{p}dT^{0}}si nota il suo andamento direttamente proporzionale alla quantità di calore fornita o ceduta.

### Spiegazione dell'andamento non univoco della temperatura
È stato visto nel paragrafo precedente che nel caso di riscaldamento o raffreddamento con Ma < 1 il trend della temperatura non è univoco. Ciò costituisce un paradosso, perché non è logicamente prevedibile una diminuzione della temperatura quando viene fornito del calore a un sistema o viceversa un aumento della temperatura se il calore viene ceduto verso l'esterno. Per capire meglio il fenomeno, è sufficiente osservare la curva di Rayleigh: nel tratto da O a N (vedasi figura 2) l'entalpia decresce e, con essa, la temperatura.
Il paradosso può essere spiegato tenendo conto che è più corretto parlare di aumento di temperatura totale in caso di calore fornito al sistema o di diminuzione di temperatura totale in caso di calore ceduto all'esterno. Considerando infatti il primo principio:
{\displaystyle \delta q=dh+d{\Bigl (}{\frac {c^{2}}{2}}{\Bigr )}=dh+cdc=c_{p}dT+cdc=c_{p}dT^{0}}
e immaginando di somministrare calore al sistema {\displaystyle (\delta q>0)} nel tratto da O a N, affinché si soddisfi necessariamente la condizione {\displaystyle dT^{0}>0}, per poter compensare il fatto che  {\displaystyle dT<0}, il termine cinetico {\displaystyle cdc}sarà il termine maggiormente influente e crescerà con un tasso di variazione maggiore di quanto aumenti la temperatura totale. Dunque il termine statico  {\displaystyle dT} diminuisce ma il termine dinamico {\displaystyle cdc}riesce a compensare il "crollo" del termine statico aumentando più rapidamente e pertanto ogni effetto anomalo sulla temperatura di ristagno, che è direttamente collegata al calore secondo il primo principio, non verrà "avvertito".

## Choking nel flusso di Rayleigh
Il fenomeno del choking è essenzialmente definibile come la violazione delle condizioni stazionarie o di principi inviolabili come conservazione della portata a seguito della riduzione della pressione all'uscita di una tubazione o di un ugello oppure a seguito dell'aumento di un cosiddetto "driving factor" al di sopra di una certa soglia, come ad esempio il termine {\displaystyle {\frac {4fL}{D}}}nel flusso di Fanno.

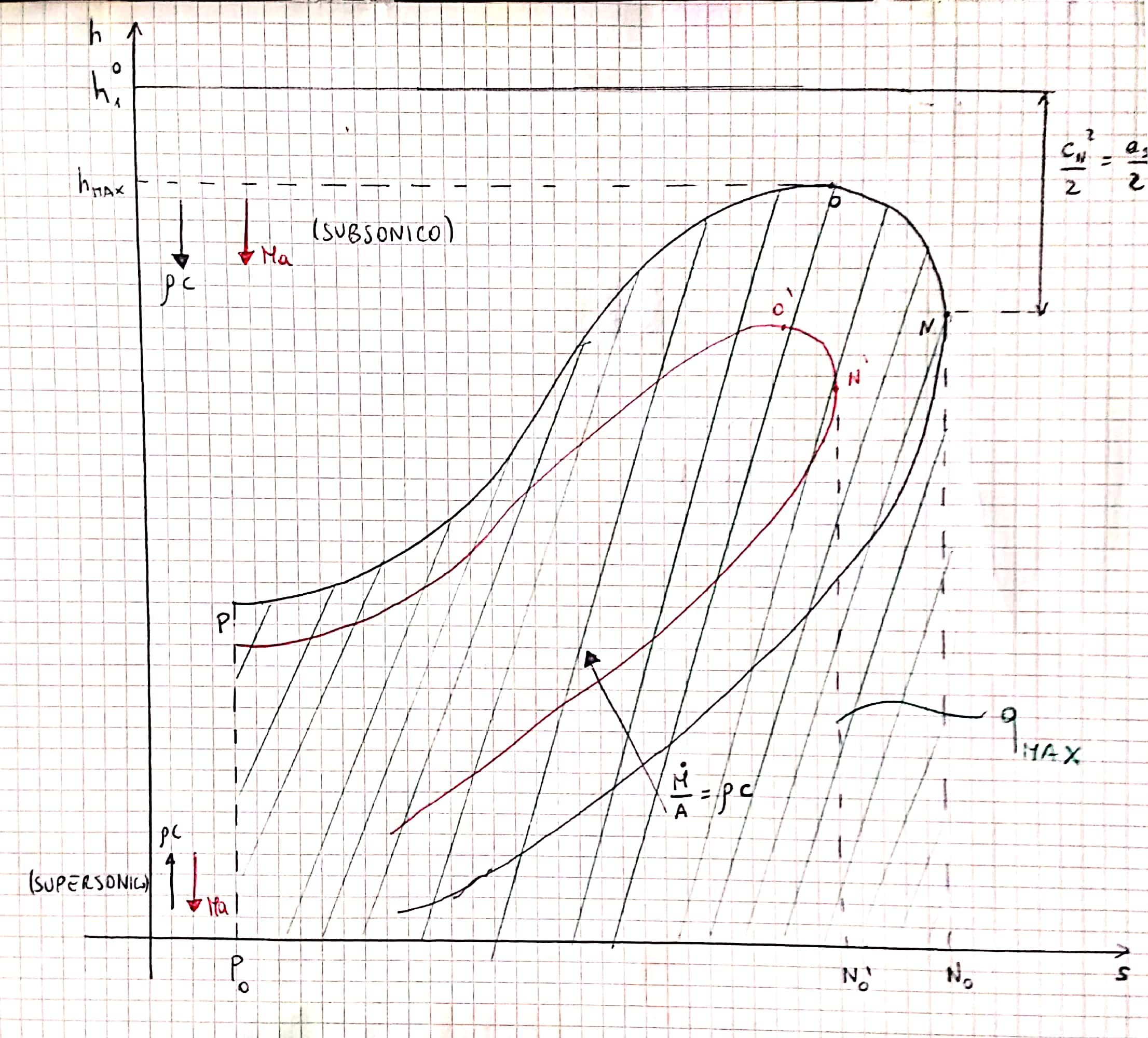
Figura 3. Rappresentazione grafica della massima quantità di calore somministrabile per non avere choking.

Si può osservare che esiste una quantità massima di calore somministrabile al sistema affinché vengano mantenute le condizioni stazionarie. 
Graficamente, osservando la figura 3, la quantità di calore {\displaystyle q_{max}}corrisponde all'area sottesa dalla curva nel tratto da P a N, cioè dalle condizioni iniziali di Ma = 0 fino alle condizioni critiche. Si può scrivere dunque:
{\displaystyle q_{max}\cong {\widehat {P_{0}PONN_{0}}}}
Immaginando di aumentare la portata {\displaystyle {\dot {M}}}ci si sposterebbe verso una curva di Rayleigh più interna, come è possibile notare dal grafico. Ciò determina una diminuzione della quantità massima di calore che il sistema può ricevere. 
Se tale quantità di calore viene superata, viene a rompersi l'ipotesi di flusso stazionario unidimensionale, portando a una diminuzione della portata nel condotto.
Può altresì essere effettuato un altro tipo di analisi, considerando che le condizioni finali sono sempre quelle critiche. Si può dire, cioè, che assegnata una {\displaystyle T_{finale}^{0}>T_{iniziale}^{0}}, esiste un numero di Mach {\displaystyle Ma_{1}<1} critico massimo in caso di regime subsonico (oppure un {\displaystyle Ma_{1}>1} minimo in caso di regime supersonico) per cui si verificano le condizioni stazionarie con numero di Mach unitario all'uscita dal condotto. Spingendosi oltre tale valore critico del numero di Mach, la portata in ingresso teorica sarebbe oltre il valore massimo e pertanto non riuscirebbe più a confluire interamente nel condotto, disperdendosi in parte e provocando quindi una diminuzione della portata in uscita, manifestando il choking.